# Serra Alta
Serra Alta là một đô thị thuộc bang Santa Catarina, Brasil. Đô thị này có diện tích 90,444 km², dân số năm 2007 là 3200 người, mật độ 32,5 người/km².